# Sven Lundberg (ingenjör)
För andra betydelser, se Sven Lundberg.

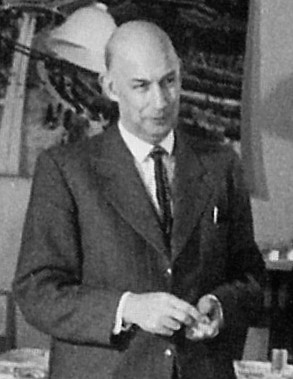
Sven Lundberg 1962.

Sven Ivar Lundberg, född 25 juli 1912 i Stockholm, död 30 maj 1993 i Lidingö, var en svensk väg- och vattenbyggnadsingenjör.
Lundberg, som var son till tygingenjör Birger Lundberg och Signe Carlson, avlade studentexamen 1931 och utexaminerades från Kungliga Tekniska högskolan 1936. Han blev ingenjör på Stockholms stads gatukontor 1937, vid Väg- och vattenbyggnadsstyrelsen 1944, förste byråingenjör på Stockholms stads stadsbyggnadskontor 1945 samt var överingenjör och chef för utredningsbyrån där från 1955. Han deltog i International Study Course in Traffic Engineering i Haag 1953, i Bürgenstock 1954 och i Nice 1960 samt International Seminar on Urban Renewal i Haag 1958. Han var ledamot av byggnadsnämnden i Lidingö stad 1959. Han skrev diverse artiklar i trafiktekniska och stadsplanetekniska frågor i fackpress. Lundberg är begravd på Norra begravningsplatsen utanför Stockholm.